# Département de Chalileo
Le département de Chalileo est une des 22 subdivisions de la province de La Pampa, en Argentine. Son chef-lieu est la ville de Santa Isabel.
Le département a une superficie de 8 917 km2. Sa population était de 2 517 habitants, selon le recensement de 2001 (source : INDEC).

## Tourisme
- Les Bañados du río Atuel, petit paradis perdu dans les marécages de la rivière.

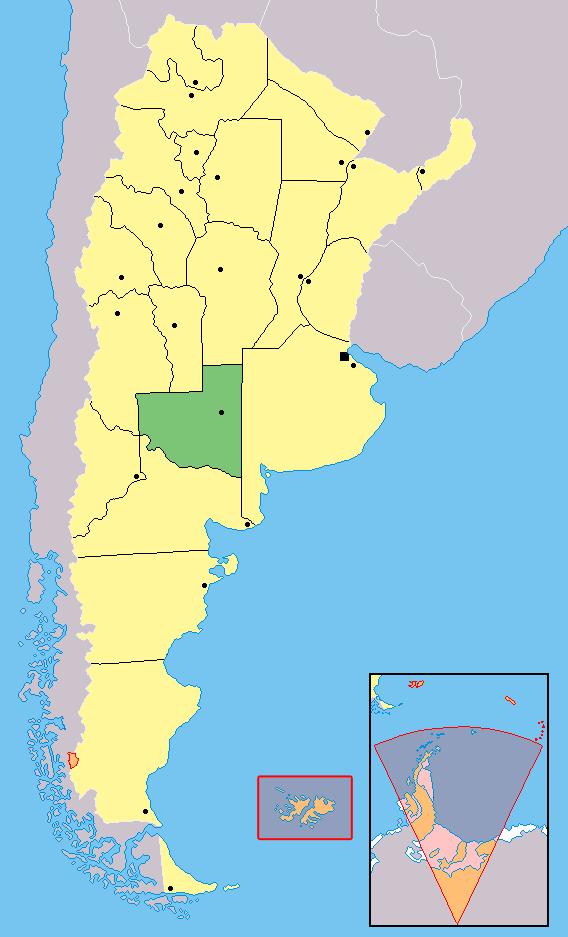
Localisation de la province de La Pampa en Argentine.